# Camille Ney

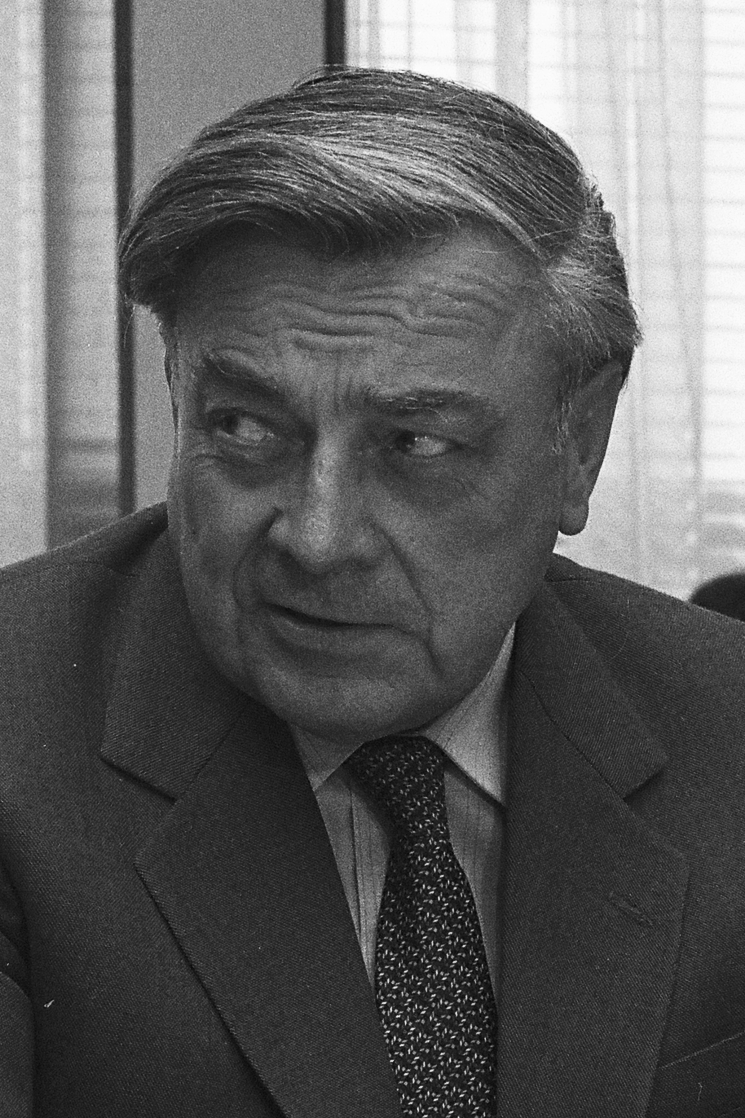
Camille Ney (1980)

Camille Ney (* 1. Januar 1919 in Ell; † 29. August 1984 in Luxemburg) war ein luxemburgischer Politiker der Chrëschtlech Sozial Vollekspartei (CSV), der Minister verschiedener Ressorts war.

## Leben
Camille Ney war nach einem Studium der Tiermedizin als Veterinär tätig. Seine politische Tätigkeit begann er für die Christlich-Soziale Volkspartei CSV, als er bei der Kammerwahl am 7. Juni 1964 erstmals Mitglied der Abgeordnetenkammer (Chamber) wurde und dort nach seiner Wiederwahl bei der Kammerwahl am 15. Dezember 1968 den Wahlkreis Nord vertrat. Am 5. Juli 1971 übernahm er in der vierten Regierung Werner die Ämter als Staatssekretär für Landwirtschaft und Weinbau sowie als Staatssekretär im Ministerium für nationale Bildung (Secrétaire d’État à l’Agriculture et à la Viticulture, Secrétaire d’État à l’Éducation nationale). Im Zuge einer Regierungsumbildung löste er am 19. September 1972 Jean-Pierre Büchler als Landwirtschaftsminister (Ministre de l’Agriculture) sowie Madeleine Frieden-Kinnen als Minister für Volksgesundheit (Ministre de la Santé publique) ab.
Bei der Kammerwahl am 26. Mai 1974 wurde Ney für die CSV abermals Mitglied der Abgeordnetenkammer sowie zugleich zwischen dem 18. Dezember 1974 und dem 16. Juli 1979 Mitglied des Europäischen Parlamentes, die zu dieser Zeit von den nationalen Parlamenten bestimmt wurden. Nach seinem Ausscheiden aus der Chamber und dem Europäischen Parlament wurde er am 16. Juli 1979 in die fünfte Regierung Werner berufen und übernahm das Amt als Minister für Landwirtschaft, Weinbau, Wasser- und Forstwirtschaft (Ministre de l’Agriculture, de la Viticulture et des Eaux et Forêts). Er bekleidete dieses Ministeramt bis zu seinem Rücktritt aus gesundheitlichen Gründen am 3. Dezember 1982, woraufhin Ernest Mühlen am 21. Dezember 1982 seine Nachfolge antrat. Nach dem Tode von Innenminister Jean Wolter am 26. Februar 1980 fungierte er bis zum Amtsantritt von Jean Spautz am 3. März 1980 zudem als kommissarischer Innenminister (Ministre de l’Intérieur ad interim).